# Olympische Sommerspiele 1972/Schwimmen – 4 × 100 m Lagen (Männer)
Die 4-mal-100-Meter-Lagenstaffel der Männer bei den Olympischen Spielen 1972 in München wurde am 4. September ausgetragen.

## Ergebnisse

### Vorläufe

#### Vorlauf 1
| Rang | Nation      | Athleten                                                            | Zeit (min) | Anm. |
| ---- | ----------- | ------------------------------------------------------------------- | ---------- | ---- |
| 1    | Sowjetunion | Igor Griwennikow Wiktor Stulikow Wiktor Scharygin Wiktor Aboimow    | 3:56,57    |      |
| 2    | Kanada      | William Kennedy Bill Mahony Bruce Robertson Robert Kasting          | 3:57,05    |      |
| 3    | Ungarn      | László Cseh Sándor Szabó András Hargitay István Szentirmay          | 3:59,86    |      |
| 4    | Frankreich  | Jean-Paul Berjeau Roger-Philippe Menu Alain Mosconi Michel Rousseau | 4:00,50    |      |
| 5    | Mexiko      | José Joaquín Santibáñez Felipe Muñoz Hugo Valencia Guillermo García | 4:05,61    |      |

#### Vorlauf 2
| Rang | Nation         | Athleten                                                     | Zeit (min) | Anm. |
| ---- | -------------- | ------------------------------------------------------------ | ---------- | ---- |
| 1    | DDR            | Roland Matthes Klaus Katzur Hartmut Flöckner Lutz Unger      | 3:55,23    |      |
| 2    | Brasilien      | Rômulo Arantes José Fiolo Sérgio Waismann José Aranha        | 3:58,56    |      |
| 3    | Japan          | Tadashi Honda Nobutaka Taguchi Yasuhiro Komazaki Jiro Sasaki | 3:59,55    | NR   |
| 4    | BR Deutschland | Andreas Weber Walter Kusch Lutz Stoklasa Klaus Steinbach     | 4:00,56    |      |
| 5    | Spanien        | Enrique Melo Pedro Balcells Arturo Lang-Lenton Jorge Comas   | 4:03,73    |      |
| 6    | Philippinen    | Gerardo Rosario Ammante Jalmaani Carlos Brosas Luis Ayesa    | 4:13,62    |      |

#### Vorlauf 3
| Rang | Nation             | Athleten                                                       | Zeit (min) | Anm. |
| ---- | ------------------ | -------------------------------------------------------------- | ---------- | ---- |
| 1    | Vereinigte Staaten | Mitchell Ivey John Hencken Gary Hall Dave Fairbank             | 3:51,98    |      |
| 2    | Großbritannien     | Colin Cunningham David Wilkie John Mills Malcolm Windeatt      | 3:58,97    |      |
| 3    | Australien         | Brad Cooper Paul Jarvie Neil Rogers Michael Wenden             | 4:00,16    |      |
| 4    | Schweden           | Anders Sandberg Gunnar Larsson Hans Ljungberg Anders Bellbring | 4:06,67    |      |
| 5    | Polen              | Piotr Dłucik Cezary Śmiglak Andrzej Chudziński Zbigniew Pacelt | 4:07,87    |      |
| 6    | Kambodscha         | Sarun Van Sokhon Yi Nhem Chhay-kheng Samnang Prak              | 4:20,71    |      |

### Finale
| Rang | Nation             | Athleten                                                       | Zeit (min) | Anm. |
| ---- | ------------------ | -------------------------------------------------------------- | ---------- | ---- |
| 1    | Vereinigte Staaten | Michael Stamm Tom Bruce Mark Spitz Jerry Heidenreich           | 3:48.16    | WR   |
| 2    | DDR                | Roland Matthes Klaus Katzur Hartmut Flöckner Lutz Unger        | 3:52.12    |      |
| 3    | Kanada             | Erik Fish Bill Mahony Bruce Robertson Robert Kasting           | 3:52.26    |      |
| 4    | Sowjetunion        | Igor Griwennikow Nikolai Pankin Wiktor Scharygin Wladimir Bure | 3:53.26    |      |
| 5    | Brasilien          | Rômulo Arantes José Fiolo Sérgio Waismann José Aranha          | 3:57.89    |      |
| 6    | Japan              | Tadashi Honda Nobutaka Taguchi Yasuhiro Komazaki Jiro Sasaki   | 3:58.23    | NR   |
| 7    | Großbritannien     | Colin Cunningham David Wilkie John Mills Malcolm Windeatt      | 3:58.82    |      |
| 8    | Ungarn             | László Cseh Sándor Szabó István Szentirmay Attila Császári     | 3:59.07    |      |